# Damian Marley

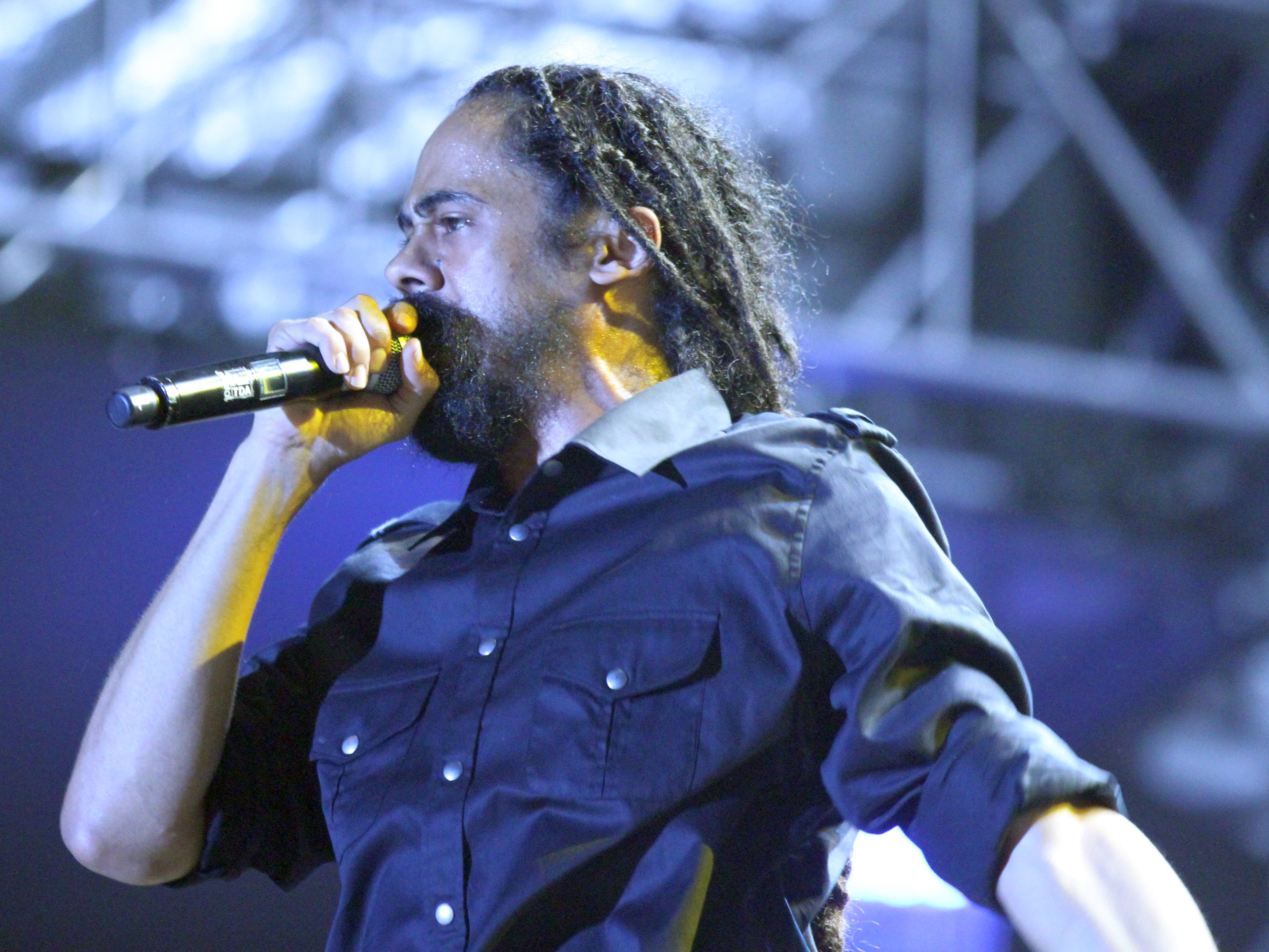
Damian Marley (2015)

Damian Robert Nesta Marley genannt Jr. Gong (* 21. Juli 1978 in Kingston, Jamaika) ist ein jamaikanischer Reggae-Musiker. Er ist der jüngste Sohn von Bob Marley und der ehemaligen Miss World Cindy Breakspeare. Den Namen Jr. Gong trägt er in Anlehnung an den Spitznamen seines Vaters, Tuff Gong.

## Leben
Marley begann mit 13 Jahren Musik zu machen, zuerst in der – zusammen mit Söhnen anderer berühmter Reggaemusiker gegründeten – Band The Shepherds, später sowohl mit seinen Marley-Brüdern als auch als erfolgreicher Solokünstler. Besonderer Beliebtheit erfreut er sich vor allem in den USA, die „Welcome-to-Jamrock“-Tour führte ihn im Frühjahr 2006 erstmals nach Deutschland. Im gleichen Jahr und im Jahr 2015 trat er beim Summerjam auf, im Sommer 2022 beim Ruhr Reggae Summer in Mülheim an der Ruhr.

## Musikalische Karriere
Mit dem Plattenlabel Tuff Gong, das von Bob Marley und seiner Band The Wailers gegründet wurde, veröffentlichte er im Jahre 1996 sein erstes Album Mr. Marley. Sein Bruder Stephen Marley war als Produzent sowie Mitautor maßgeblich daran beteiligt.
Für sein zweites Album Halfway Tree sowie sein drittes Album Welcome to Jamrock erhielt er 2002 beziehungsweise 2006 den Grammy Award für das beste Reggae Album.

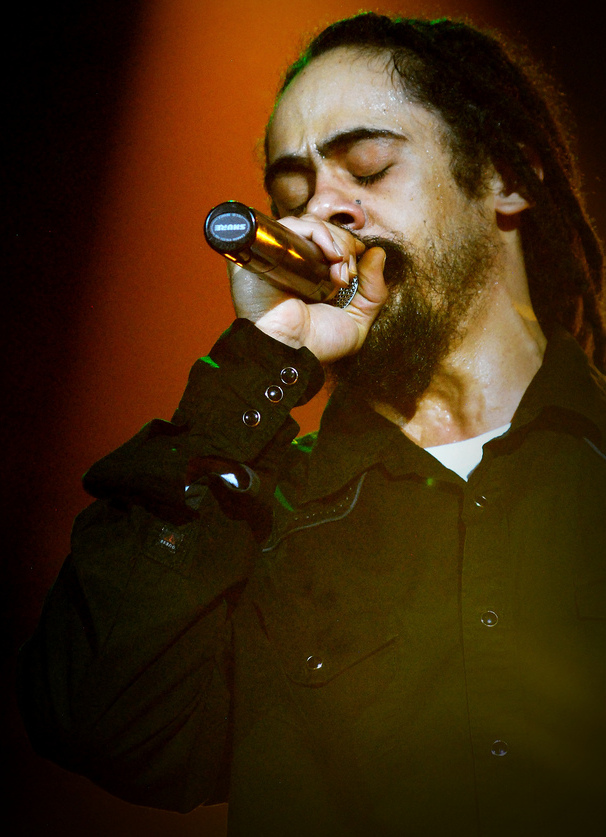
Damian Marley (2011)

2010 nahm er, zusammen mit Nas, das Album Distant Relatives auf. Der Titel bezieht sich vor allem auf ihre gemeinsame afrikanische Herkunft. Die Einnahmen aus dem Album werden dazu verwendet, Schulen im Kongo zu errichten.
2017 veröffentlichte er Stony Hill.

### Welcome to Jamrock
Welcome to Jamrock war das Lied, das Damian Marley zum Durchbruch und allgemeiner Anerkennung in der Reggae-Szene verhalf. Er machte den „Worldjam-Riddim“ von Ini Kamoze so populär, dass innerhalb kürzester Zeit viele Tracks aus der Reggae-, Jungle/Drum-and-Bass- und HipHop-Szene diesen Riddim verwendeten. Markant sind die Basslinie und die Zwischenrufe „out in the streets, they call it murther!“.

### Stil
Anders als die meisten seiner Brüder beschränkt sich Damian Marley musikalisch nicht nur auf die Domäne seines Vaters, den Roots-Reggae, sondern verarbeitet auch zahlreiche andere Einflüsse, vornehmlich aus Dancehall und R‘n’B. Sein vokaler Stil ist stark vom jamaikanischen MCing, dem Toasting, geprägt. Auf seinem Debüt-Album Mr.Marley überraschte er Reggae-Fans mit einem für sie ungewohnten Deejay-Stil. Er selbst bezeichnet seine Musik als „Dancehall und Reggae“, versucht aber nicht zu separieren: „I’ve noticed … people trying to separate the two of them (Reggae and Dancehall). It’s Jamaican culture in general. I don’t try to classify or separate.“

## Diskografie

### Studioalben
| Jahr | Titel              | Höchstplatzierung, Gesamtwochen, AuszeichnungChartplatzierungen (Jahr, Titel, Platzierungen, Wochen, Auszeichnungen, Anmerkungen) | Höchstplatzierung, Gesamtwochen, AuszeichnungChartplatzierungen (Jahr, Titel, Platzierungen, Wochen, Auszeichnungen, Anmerkungen) | Höchstplatzierung, Gesamtwochen, AuszeichnungChartplatzierungen (Jahr, Titel, Platzierungen, Wochen, Auszeichnungen, Anmerkungen) | Höchstplatzierung, Gesamtwochen, AuszeichnungChartplatzierungen (Jahr, Titel, Platzierungen, Wochen, Auszeichnungen, Anmerkungen) | Höchstplatzierung, Gesamtwochen, AuszeichnungChartplatzierungen (Jahr, Titel, Platzierungen, Wochen, Auszeichnungen, Anmerkungen) | Höchstplatzierung, Gesamtwochen, AuszeichnungChartplatzierungen (Jahr, Titel, Platzierungen, Wochen, Auszeichnungen, Anmerkungen) | Höchstplatzierung, Gesamtwochen, AuszeichnungChartplatzierungen (Jahr, Titel, Platzierungen, Wochen, Auszeichnungen, Anmerkungen) | Anmerkungen |
| Jahr | Titel              | DE | AT | CH | UK | US | R&B | Reggae | Anmerkungen |
| ---- | ------------------ | --- | --- | --- | --- | --- | --- | --- | --- |
| 1997 | Mr. Marley         | — | — | — | — | — | — | Reggae2 (23 Wo.)Reggae | Erstveröffentlichung: 9. September 1996 Produzenten: The Ghetto Youths Crew, Stephen Marley                                                                |
| 2001 | Halfway Tree       | — | — | — | — | — | — | Reggae2 (79 Wo.)Reggae | Erstveröffentlichung: 11. September 2001 Grammy (Best Reggae Album) Produzent: Stephen Marley                                                              |
| 2005 | Welcome to Jamrock | — | — | — | UK34 Gold · (14 Wo.)UK | US7 Gold · (34 Wo.)US | R&B4 (56 Wo.)R&B | Reggae1 (105 Wo.)Reggae | Erstveröffentlichung: 13. September 2005 Grammy (Best Reggae Album) Grammy (Best Urban/Alternative Performance) Produzenten: Damian Marley, Stephen Marley |
| 2010 | Distant Relatives  | DE38 (1 Wo.)DE | AT53 (1 Wo.)AT | CH11 (15 Wo.)CH | UK30 Silber · (4 Wo.)UK | US5 (19 Wo.)US | R&B1 (43 Wo.)R&B | Reggae1 (79 Wo.)Reggae | Erstveröffentlichung: 18. Mai 2010; mit Nas Produzenten: Damian Marley, Stephen Marley                                                                     |
| 2017 | Stony Hill         | DE57 (1 Wo.)DE | AT58 (1 Wo.)AT | CH26 (2 Wo.)CH | UK94 (1 Wo.)UK | US65 (1 Wo.)US | — | Reggae1 (65 Wo.)Reggae | Erstveröffentlichung: 21. Juli 2017 Grammy (Best Reggae Album) Produzenten: Damian Marley, Stephen Marley                                                  |

### Livealben
- 2014: Bonnaroo Live ’06

### Singles
| Jahr | Titel Album                                 | Höchstplatzierung, Gesamtwochen, AuszeichnungChartplatzierungen (Jahr, Titel, Album, Platzierungen, Wochen, Auszeichnungen, Anmerkungen) | Höchstplatzierung, Gesamtwochen, AuszeichnungChartplatzierungen (Jahr, Titel, Album, Platzierungen, Wochen, Auszeichnungen, Anmerkungen) | Höchstplatzierung, Gesamtwochen, AuszeichnungChartplatzierungen (Jahr, Titel, Album, Platzierungen, Wochen, Auszeichnungen, Anmerkungen) | Höchstplatzierung, Gesamtwochen, AuszeichnungChartplatzierungen (Jahr, Titel, Album, Platzierungen, Wochen, Auszeichnungen, Anmerkungen) | Höchstplatzierung, Gesamtwochen, AuszeichnungChartplatzierungen (Jahr, Titel, Album, Platzierungen, Wochen, Auszeichnungen, Anmerkungen) | Höchstplatzierung, Gesamtwochen, AuszeichnungChartplatzierungen (Jahr, Titel, Album, Platzierungen, Wochen, Auszeichnungen, Anmerkungen) | Anmerkungen                                                                      |
| Jahr | Titel Album                                 | DE | AT | CH | UK | US | R&B | Anmerkungen                                                                      |
| --- | ------------------------------------------- | --- | --- | --- | --- | --- | --- | -------------------------------------------------------------------------------- |
| 2003 | Jah Is My Rock –                            | — | — | — | — | — | R&B87 (8 Wo.)R&B | Erstveröffentlichung: Januar 2003 Caribbean Pulse feat. Damian „Jr. Gong“ Marley |
| 2005 | Welcome to Jamrock                          | — | — | — | UK13 Gold · (14 Wo.)UK | US55 (12 Wo.)US | R&B18 (24 Wo.)R&B | Erstveröffentlichung: April 2005                                                 |
| 2005 | The Master Has Come Back Welcome to Jamrock | — | — | — | UK74 (2 Wo.)UK | — | — | Erstveröffentlichung: Dezember 2005                                              |
| 2006 | Beautiful Welcome to Jamrock                | — | — | — | UK39 (6 Wo.)UK | — | — | Erstveröffentlichung: April 2006 feat. Bobby Brown                               |
| 2006 | All Night Welcome to Jamrock                | — | — | — | UK79 (1 Wo.)UK | — | — | Erstveröffentlichung: August 2006 feat. Stephen Marley                           |
| 2010 | As We Enter Distant Relatives               | — | — | — | UK39 (4 Wo.)UK | — | — | Erstveröffentlichung: 23. Februar 2010 mit Nas                                   |
| 2012 | Make It Bun Dem –                           | — | AT34 (9 Wo.)AT | — | UK58 Silber · (8 Wo.)UK | US— PlatinUS | — | Erstveröffentlichung: 1. Mai 2012 mit Skrillex                                   |
| 2017 | Bam 4:44                                    | — | — | — | UK93 (1 Wo.)UK | US47 Gold · (1 Wo.)US | — | Erstveröffentlichung: 26. September 2017 mit Jay-Z                               |
| Folgende Lieder erschienen nicht als Single, wurden aber durch das Album zum Download und Streaming bereitgestellt und konnten somit eine Platzierung erlangen: |                                             | | | | | | |                                                                                  |
| |                                             | | | | | | |                                                                                  |
| 2005 | Road to Zion Welcome to Jamrock             | — | — | — | UK— SilberUK | — | R&B57 (4 Wo.)R&B | feat. Nas                                                                        |

Weitere Singles
- 1998: Me Name Jr. Gong
- 2000: It Was Written
- 2001: Where Is the Love
- 2001: Still Searchin’
- 2001: Educated Fools (Remix) (mit Bounty Killer)
- 2002: Suzie (mit Ingel Chanta)
- 2003: Na Na Na Na (Remix) (112 feat. Spragga Benz, Lady Saw, Buccaneer & Damian „Jr. Gong“ Marley)
- 2003: Neva
- 2004: Trenchtown / Revolution in Paradise (Heath Hunter feat. Stephen & Damian Marley)
- 2005: Khaki Suit (feat. Bounty Killer & Eek-a-Mouse)
- 2005: Gangsters and P. I. M. P. S. (mit Twins of Twins)
- 2006: The Traffic Jam (Stephen Marley feat. Damian „Jr. Gong“ Marley)
- 2006: Move / There for You
- 2007: One Loaf of Bread (Something for You)
- 2007: Now That You Got It (Remix) (Gwen Stefani feat. Damian „Jr. Gong“ Marley)
- 2008: Mission (mit Stephen Marley)
- 2010: Promise Land (Dennis Brown & Damian „Jr. Gong“ feat. Nas)
- 2010: Land of Promise (mit Nas)
- 2010: Jamrock
- 2010: Liquor Store Blues (Bruno Mars feat. Damian Marley, US: Gold)
- 2011: Jah Army (Stephen Marley feat. Damian „Jr. Gong“ Marley)
- 2011: 96 Degrees Cover (2nd Generation) (Third World feat. Stephen & Damian Marley)
- 2012: Go Hard (Wayne Marshall feat. Damian Marley, Bounty Killer & Vybz)
- 2012: Can’t Keep Me Down (Cypress Hill & Rusko feat. Damian Marley)
- 2013: Kingston Town (mit Busy Signal)
- 2017: Medication (mit Stephen Marley)

## Auszeichnungen für Musikverkäufe
| Goldene Schallplatte - Brasilien - 2024: für die Single Welcome to Jamrock - 2024: für das Lied Patience - Dänemark - 2013: für das Streaming Make It Bun Dem - Italien - 2014: für die Single Make It Bun Dem - Kanada - 2007: für das Album Welcome to Jamrock - 2012: für die Single Make It Bun Dem - Neuseeland - 2024: für das Album Welcome to Jamrock | Platin-Schallplatte - Brasilien - 2024: für die Single Medication - Neuseeland - 2023: für die Single Welcome to Jamrock 2× Platin-Schallplatte - Australien - 2023: für die Single Make It Bun Dem - Neuseeland - 2024: für die Single Make It Bun Dem |

Anmerkung: Auszeichnungen in Ländern aus den Charttabellen bzw. Chartboxen sind in ebendiesen zu finden.
| Land/RegionAuszeichnungen für Musikverkäufe (Land/Region, Auszeichnungen, Verkäufe, Quellen) | Silber     | Gold       | Platin     | Verkäufe  | Quellen              |
| -------------------------------------------------------------------------------------------- | ---------- | ---------- | ---------- | --------- | -------------------- |
| Australien (ARIA)                                                                            | —          | —          | 2× Platin2 | 140.000   | aria.com.au          |
| Brasilien (PMB)                                                                              | —          | 2× Gold2   | Platin1    | 100.000   | pro-musicabr.org.br  |
| Dänemark (IFPI)                                                                              | —          | Gold1      | —          | —         | ifpi.dk              |
| Italien (FIMI)                                                                               | —          | Gold1      | —          | 15.000    | fimi.it              |
| Kanada (MC)                                                                                  | —          | 2× Gold2   | —          | 90.000    | musiccanada.com      |
| Neuseeland (RMNZ)                                                                            | —          | Gold1      | 3× Platin3 | 97.500    | radioscope.co.nz NZ2 |
| Vereinigte Staaten (RIAA)                                                                    | —          | 3× Gold3   | Platin1    | 2.500.000 | riaa.com             |
| Vereinigtes Königreich (BPI)                                                                 | 3× Silber3 | 2× Gold2   | —          | 960.000   | bpi.co.uk            |
| Insgesamt                                                                                    | 3× Silber3 | 12× Gold12 | 7× Platin7 |           |                      |